# سور تارودانت

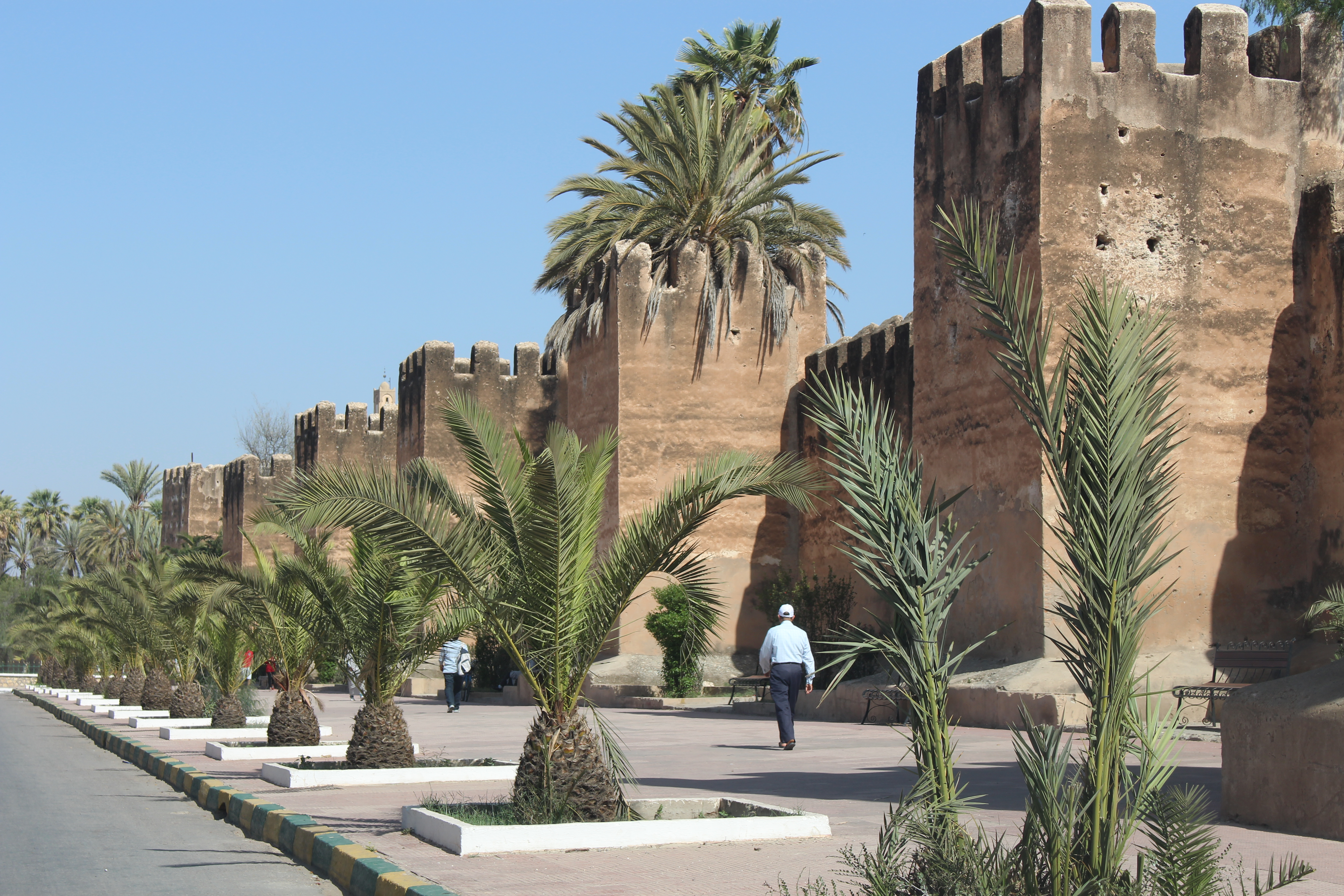
سور مدينة تارودانت

سور تارودانت هو سور يحيط بالمدينة القديمة لتارودانت، ويعد السور من أعظم الأسوار في إفريقيا، وثالث أعظم سور في العالم من حيث الضخامة، والعرض والارتفاع بعد سور الصين العظيم، و سور كومبالغار الأنني بالهند.